# Emilia Boldrini
Pour les articles homonymes, voir Boldrini.
Répertoire
- Gemma dans Gemma di Vergy
- Lucrezia dans I due Foscari
- Elisabetta dans Roberto Devereux

Scènes principales
- la Fenice de Venise
- Real Theatro de São Carlos de Lisbonne

Emilia Boldrini est une soprano italienne qui s'est produite au milieu du XIXe siècle.

## Biographie
Emilia Boldrini naît à Bologne de Rinaldo Boldrini, peintre, et de Maria Gardini. Elle est l'élève de Luigi Ronzi,, également formateur de Leone Giraldoni et de Teresa De Giuli-Borsi. 
Elle commence probablement sa carrière dans sa ville de Bologne vers 1837,,. 
Elle se produit entre autres à Venise au théâtre La Fenice en 1839-1840 ainsi qu'à Ferrare, Ravenne, Forlì, Padoue, Plaisance,, Udine, Lugo, sans compter Lisbonne au théâtre royal São Carlos entre 1842 et 1843, et Amsterdam en 1844,. Revenue d'Amsterdam à Bologne en 1844, elle accepte un contrat à Barcelone jusqu'en juin 1845, au Teatro de los Capuchinos, se taillant un franc succès dans Roberto Devereux, avant de revenir dès octobre 1844 à Bologne. 
Du fait de ce retour prématuré, elle se produit à Livourne, au Teatro Rossini pour le carnaval 1844-1845 dans I due Foscari et La Fausta. 
Elle passe par Ancône en juin 1845. 
Dès avant son départ pour Barcelone, elle avait été engagée pour le Teatro Carignano de Turin à l'automne 1845. 
Lors du carnaval 1845-1846, elle est à Mantoue, pour Il bravo de Mercadante. 
Elle se produit à Imola pendant l'été 1845, encore dans Roberto Devereux, le 6 août 1846, avant de partir pour Corfou pour l'automne, ce qu'elle prolonge jusqu'au carnaval : après I due Foscari en septembre, elle y chante dans Lucia di Lammermoor à partir du 7 novembre, puis dans Attila de Giuseppe Verdi en janvier 1847 ; elle y continue dans Leonora de Mercadante en février. On trouve encore sa trace dans un concert à Bergame en l'honneur de Donizetti, le 13 avril. Elle chante ensuite au Teatro Sociale de Trente, à partir du 12 juin dans Marino Faliero de Donizetti, et à partir du 25 juin dans Emma d'Antiochia de Mercadante, face au ténor Mecksa et au basse Colmenghi. 
Pendant l'automne 1847, elle commence à se produire au Königsstädtisches Theater de Berlin.
Après le 15 avril 1848, elle part de Berlin pour Odessa, où elle se marie avec un riche personnage. 
Elle revient à Bologne en 1852, après 4 ans d'absence, et sans qu'il soit plus question de son riche époux. Elle se remet alors à l'opéra et fait encore parler d'elle en avril 1853 en interprétant Isabella dans Roberto il diavolo de Giacomo Meyerbeer au Teatro Communale de Modène. 
Elle se rend ensuite à Nice où elle a été engagée pour l'automne et le carnaval 1853, mais elle doit rompre le contrat pour raisons de santé. Il semble qu'elle ait tout de même chanté là, et qu'elle y ait essuyé un fiasco dans Marino Faliero, car la critique dit d'elle qu'elle a « beaucoup d'expérience et très-peu de voix », et elle est remplacée pour la saison par Mme Sannazzaro.

## Caractéristiques de sa voix
À l'occasion de sa prestation dans Robert Devereux à Udine, le 4 août 1841, un critique originaire lui aussi de Bologne fait une liste de ses avantages : « sa belle méthode de chant, son expression énergique des sentiments, avec un véritable port de reine, avec une voix puissante et un aspect imposant ». La même année, à propos d'une prestation à Gorizia, on loue « sa voix puissante et son chant plein d'âme et d'expression, outre son apparence belle et avenante ».
Un peu plus tard (1844), lors d'une prestation à Barcelone : « une école de chant vraiment italienne, une expression sans affectation, une voix éminemment sympathique, forte, déployée, harmonieuse, une prononciation claire, des syllabes précises (...) une maîtrise de l'action (...) rien ne manque à son geste ».

## Interprétations
- Le rôle-titre, dans Gemma di Vergy de Gaetano Donizetti, à Bologne, au Teatro comunale, pendant le carnaval 1838, à partir du 27 janvier et jusqu'au 21 février 1838[Corago 3],[18],[19],
  - et de nouveau pendant le carême 1840 à la Fenice de Venise[20].
- Le rôle-titre dans Beatrice di Tenda de Vincenzo Bellini, au Teatro Comunale de Forlì, au printemps 1838[6],
  - et de nouveau à Pesaro en juin 1838[21].
- Ninetta dans La gazza ladra de Rossini, à Ferrare, à partir du 18 août 1838[TAL 2],
  - puis à Modène à partir du 15 septembre 1838[TAL 20].
- Fiorilla dans Il turco in Italia de Gioacchino Rossini, au Teatro Comunale de Ravenne, pour le carnaval 1839[Corago 1].
- Elisabetta d'Inghilterra dans Roberto Devereux de Donizetti, au Teatro Nuovissimo de Padoue au printemps 1839[22],
  - puis au Teatro di Corte de Modène, à partir du 17 octobre et pendant l'automne 1839[23],
  - puis à Udine, pendant l'été 1841[TAL 4].
  - et de nouveau à Soresina, l'automne 1841[Corago 4],[TAL 21].
- Elaisa dans Il giuramento de Saverio Mercadante, face à la contralto Raffaella Venier en Bianca, au Teatro di Corte de Modène, pendant l'automne 1839[24].
- Giulietta, dans I Capuleti e i Montecchi de Bellini, à Venise au théâtre La Fenice, le 25 janvier 1840 et le carnaval qui s'ensuit[Corago 5],[25].
- Elvira dans I puritani e i cavalieri de Bellini, au teatro della Nobile Società d'Udine, pendant l'été 1841 (foire de Saint-Laurent)[26].
- Le rôle-titre (création) dans Beatrice di Tolosa de Angelo Catelani, à Modène, le 25 novembre 1841[27].
- Argelia, dans L'esule di Roma de Donizetti, à Plaisance, au Teatro comunitativo, au carnaval 1842[Corago 6].
- Leonor de Gusman dans A favorita de Donizetti, au Real Theatro de São Carlos de Lisbonne, le 11 septembre 1842[28], 
  - et de nouveau au même théâtre le 30 janvier 1843[29].
- Le rôle-titre dans Norma de Bellini, au Real Theatro de São Carlos de Lisbonne, le 6 janvier 1843[30].
- Isabella-Fiorilla dans un duetto tiré de Il turco in Italia de Gioacchino Rossini, au même endroit le même jour.
- Le rôle-titre dans Dirce de Achille Peri, au Teatro Comunale de Lugo, pendant l'été 1843[Corago 2].
- Le rôle-titre dans Sapho de Giovanni Pacini, au Real Theatro de São Carlos de Lisbonne, en 1843[31],
  - et de nouveau au Teatro comunale d'Imola pendant l'été 1846, à partir du 19 juillet[32]

- Lucrezia Contarini, dans I due Foscari de Giuseppe Verdi, au Teatro Fulgidi de Livourne pendant le carnaval 1844-1845[33],
  - puis au Teatro delle Muse d'Ancone au printemps 1845[34],
  - au Teatro Carignano de Turin, pendant l'automne 1845[Corago 7],[35],
  - et au Teatro di San Giacomo (en) de Corfou, pendant l'automne 1846[Corago 8],[36].
- Nina dans La pazza per amore de Pietro Antonio Coppola, au Teatro Carignano de Turin, pendant l'automne 1845[Corago 9].
- Antonina dans Belisario de Donizetti, au Teatro Rossini de Livourne, pendant le carnaval 1845[37].
- Teodora, dans Il bravo, ossia La Veneziana de Saverio Mercadante, à Mantoue, au Teatro sociale (it), au carnaval 1846[Corago 10].